# Marshall Lee Gore

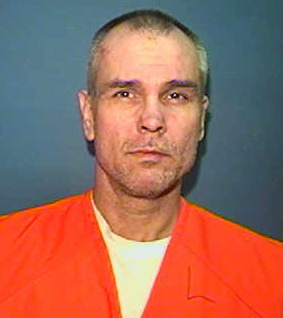
Marshall Lee Gore

Marshall Lee Gore (* 17. August 1963; † 1. Oktober 2013) war ein US-amerikanischer verurteilter Mörder und Vergewaltiger, der vom Staat Florida für die Ermordung von zwei Frauen hingerichtet wurde. Er vergewaltigte auch eine dritte Frau und versuchte sie zu ermorden, bevor er ihren 2-jährigen Sohn entführte. Gore wurde für schuldig befunden, zum Tode verurteilt und 2013 im Staatsgefängnis von Florida durch eine tödliche Injektion hingerichtet.

## Frühes Leben
Gore wurde am 17. August 1963 in Chicago, Illinois, geboren und wuchs in einer problembelasteten Familie auf. Er war das zweite von fünf Kindern von Jimmy Joe Gore und Brenda McCurry Gore. Seine Eltern heirateten 1961 in Chicago, wo Gore aufwuchs. Später zogen sie in die Gegend von Miami. Die Familie Gore geriet häufig in Schwierigkeiten mit dem Gesetz. Jimmy Joe Gore wurde in drei Staaten wegen Straftaten verhaftet. Auch einige von Gores Geschwistern wurden wegen verschiedener Delikte verhaftet. In den 1980er Jahren wurde Gore in Miami-Dade County, Florida, mindestens acht Mal wegen verschiedener Delikte verhaftet. Die Ehe seiner Eltern ging 1985 aufgrund von Missbrauch und Gewalt in die Brüche, und 1987 ließ sich das Paar offiziell scheiden. Gore blieb bei seinem Vater in Florida und arbeitete als Türsteher in einer Bar, die seinem Vater gehörte.
Zum Zeitpunkt seiner Morde besaß er einen Escort Service. Nach seinen Angaben arbeiteten seine drei Opfer für ihn.

## Morde
Am 30. Januar 1988 verschwand die 19-jährige Susan Marie Roark, eine College-Studentin aus Tennessee. Sie wurde zuletzt lebend mit Gore beim Verlassen eines Wohnwagenparks in Bradley County, Tennessee, gesehen. Roark rief ihre Großmutter an und sagte ihr, dass sie die Nacht bei einer Freundin in Cleveland verbringen würde. Sie sagte, sie würde am nächsten Morgen pünktlich zur Kirche nach Hause kommen. Am nächsten Tag ermordete Gore sie und fügte ihr Verletzungen an Hals und Brust zu. Anschließend stahl er ihr Auto, einen schwarzen Ford Mustang aus dem Jahr 1986, und warf ihre Leiche an einem Waldweg in Columbia County, Florida, ab. Am 14. Februar überfiel er eine Kellnerin in Miami, vergewaltigte sie und stach auf sie ein. Die Kellnerin überlebte den Angriff, und Gore ließ den gestohlenen Mustang in Miami zurück, wo er noch am selben Tag gefunden wurde.
Am 11. März wurde die 30-jährige Robyn Gayle Novick, eine General-Motors-Kreditberaterin aus Lauderhill, die kurzzeitig als Tänzerin arbeitete, beim Verlassen des Parkplatzes einer Kneipe in ihrer gelben Corvette gesehen. Man sah sie mit einem Mann wegfahren, der später als Gore identifiziert wurde. Gore ermordete Novick, indem er ihr in die Brust stach und ihr einen Gürtel um den Hals legte und zuzog. Er stahl ihr Auto und warf ihre Leiche auf einem Müllhaufen in der Nähe von Homestead ab. Laut Gerichtsmediziner waren die Todesursachen mechanische Asphyxie und Stichwunden. Der Todeszeitpunkt wurde zwischen 21 Uhr und 1 Uhr in der Nacht vom 11. März und den frühen Morgenstunden des 12. März geschätzt. In den frühen Morgenstunden des 12. März wurde Gore am Steuer von Novicks Wagen gesichtet. Er ließ das Auto Stunden später in Coral Gables stehen, wo die Polizei es fand.
Am 14. März griff Gore eine dritte Frau an. Er entführte die 32-jährige Tina Coralis, eine Nackttänzerin aus Broward. Er schlug sie mit einem Stein, vergewaltigte sie, würgte sie, stach auf sie ein und schnitt ihr dann mit einem Messer die Kehle durch. Er ließ sie wie tot am Straßenrand zurück, in der Nähe der Stelle, an der er Novicks Leiche entsorgt hatte. Gore stahl dann ihr Auto und fuhr davon, wobei er ihren 2-jährigen Sohn Jimmy entführte, der noch auf dem Rücksitz des Fahrzeugs saß.

## Gefangennahme
Coralis überlebte den Angriff und alarmierte die Polizei. Nachdem er Coralis angegriffen hatte, floh Gore aus dem Bundesstaat und fuhr nach Georgia, wo er Jimmy zurückließ und ihn in die Vorratskammer einer verlassenen Scheune sperrte, bevor er nach Norden in Richtung Kentucky fuhr. Als die Polizei am 16. März nach Jimmy suchte, stieß sie auf die Leiche von Novick, die in der Nähe der Stelle gefunden wurde, an der Gore Coralis zurückgelassen hatte. Am 16. März wurde Jimmy unversehrt gefunden.
Gore wurde in einem Wohnwagen in Paducah, Kentucky, aufgespürt. Er wurde am 17. März unbewaffnet und ohne Zwischenfälle festgenommen. In der Nähe des Wohnwagens fand die Polizei das gestohlene Auto, das Coralis gehörte. Nach seiner Verhaftung wurde Gore zu allen drei Straftaten befragt. Er bestritt zunächst, eine der Frauen zu kennen, und versuchte zu behaupten, er sei der biologische Vater von Jimmy. Die Polizei zeigte ihm Fotos von Novicks Leiche, woraufhin sich seine Augen mit Tränen füllten. Daraufhin soll er gesagt haben: „Wenn ich das getan habe, verdiene ich die Todesstrafe“.
Im April 1988 fanden Hilfssheriffs aus Columbia County die Leiche von Roark.

## Strafverfahren
Im Prozess gegen Gore wurde er wegen Mordes ersten Grades und bewaffneten Raubüberfalls mit einer tödlichen Waffe verurteilt. Die Geschworenen empfahlen einstimmig, Gore zum Tode zu verurteilen. Gore neigte während seines Prozesses häufig zu verbalen Ausbrüchen, lachte laut und heulte auf. 1998 entschied der Oberste Gerichtshof von Florida, das Todesurteil aufzuheben und eine Neuverhandlung anzuordnen. Das höchste Gericht Floridas begründete dies damit, dass der Staatsanwalt sich im ersten Prozess unangemessen verhalten hatte.
Im Jahr 1999 wurde er nach einem zweiten Prozess von den Geschworenen für schuldig befunden und erneut zum Tode verurteilt. Insgesamt erhielt er zwei Todesurteile, sieben lebenslange Haftstrafen und weitere 110 Jahre für den versuchten Mord. Eine gegen die Verurteilung eingelegte Berufung wurde vom Florida Supreme Court im April 2001 abgewiesen.

## Hinrichtung
Gores Hinrichtung wurde allein im Jahr 2013 insgesamt vier Mal verschoben. Zunächst war seine Hinrichtung für den 24. Juni angesetzt, wurde aber wegen Fragen zu seiner Zurechnungsfähigkeit eine Stunde vor der geplanten Exekution verschoben. Demonstranten gegen die Todesstrafe begrüßten diese Verschiebung. Die Hinrichtung wurde auf Juli verschoben, aber erneut aufgrund von Bedenken bezüglich seiner Zurechnungsfähigkeit durch einen Richter ausgesetzt. Gouverneur Rick Scott verschob die Hinrichtung dann auf den 10. September, doch die Generalstaatsanwältin von Florida, Pam Bondi, beantragte bei dem Gouverneur eine weitere Verlegung des Hinrichtungstermins, um an einer politischen Spendenaktion teilnehmen zu können. Später entschuldigte sie sich für diese Entscheidung. Scott verschob daraufhin die Hinrichtung auf den 1. Oktober. Die Verschiebung für das Spendensammeln wurde noch im Gouverneurswahlkampf 2014 in der Debatte zwischen Rick Scott und Charlie Crist zum Thema.
Am 1. Oktober 2013 wurde Gore im Staatsgefängnis von Florida mit der Giftspritze hingerichtet. Seine Henkersmahlzeit bestand lediglich aus einer Dose Coca-Cola, da er seine ursprünglich geforderte Henkersmahlzeit aus Wurst und Peperoni-Pizza abgelehnt hatte. Er hatte keine letzten Worte.